# Élections générales québécoises de 1994
Les élections générales québécoises de 1994 ont lieu le 12 septembre 1994 afin d'élire les députés de la 35e législature à l'Assemblée nationale du Québec. Il s'agit de la 35e élection générale dans cette province depuis la confédération canadienne de 1867. Le Parti québécois (PQ), dirigé par Jacques Parizeau, est élu avec un gouvernement majoritaire, défaisant le gouvernement du Parti libéral du Québec (PLQ), dirigé par Daniel Johnson (fils) chef du PLQ depuis janvier 1994. Le PLQ était au pouvoir depuis l'élection de 1985. L'émission du décret d'élection fut publiée dans la Gazette officielle du Québec le 10 août 1994.

## Contexte
Depuis l'échec de l'Accord du lac Meech en 1990 et du référendum sur l'accord de Charlottetown en 1992, le mouvement souverainiste a le vent dans les voiles. Devant le refus du Canada anglais de reconnaître constitutionnellement le statut de société distincte qu'il réclamait, le Parti québécois augmente ses effectifs et son chef, Jacques Parizeau, économiste respecté, affirme sans détour que son parti déclenchera un référendum sur la souveraineté s'il est porté au pouvoir. Lors de l'élection fédérale canadienne de 1993, qui s'était déroulé quelques mois auparavant, près de la moitié des Québécois avaient voté pour Lucien Bouchard et son nouveau parti souverainiste, le Bloc québécois, qui avait fait élire 54 députés à la Chambre des communes du Canada et qui avait réussi à former l'Opposition officielle, ce qui est sans précédent au Canada.
Ces statistiques sont encourageantes pour les souverainistes et ils croient en la victoire du Parti québécois. Le Parti libéral du Québec est au pouvoir depuis deux mandats, soit depuis 1985, ayant remporté deux élections générales consécutives sous la direction du premier ministre Robert Bourassa. Bourassa annonce sa démission le 14 septembre 1993 ; le 14 décembre suivant, Daniel Johnson (fils) devient chef du Parti libéral, puis est assermenté premier ministre le 11 janvier 1994. Johnson n'est pas très charismatique, mais tous respectent sa compétence en économie. Son père, Daniel Johnson (père), et son frère, Pierre Marc Johnson, avaient tous deux exercé les fonctions de premier ministre du Québec avant lui sous les bannières de partis différents.
Un autre parti est également dans la course lors de cette élection : l'Action démocratique du Québec. Le parti avait été officiellement fondé le 18 janvier 1994 par Jean Allaire et d'autres militants dissidents du Parti libéral qui avaient claqué la porte du parti après le rejet du Rapport Allaire qui réclamait le rapatriement de plusieurs champs de compétence constitutionnel. Allaire dirige le nouveau parti mais démissionne après quelques mois pour des raisons de santé. C'est Mario Dumont, ancien chef de l'aile jeunesse du Parti libéral, qui le remplace et qui mène le parti lors de la campagne électorale de 1994.
Mario Dumont incarne l'ambivalence de certains Québécois qui hésitent entre la souveraineté et le fédéralisme. Celui-ci n'a que 25 ans, mais il possède déjà une bonne expérience politique. Il adopte une plateforme populiste de conservatisme économique, prônant l'équilibre budgétaire et des réductions dans les dépenses de l'État.

## Campagne

### Débat télévisé
Le 29 août 1994 se tient le débat des chefs entre Daniel Johnson et Jacques Parizeau. Le débat, diffusé simultanément par Radio-Canada, TVA et Radio-Québec, a été suivi par 2 027 000 personnes en moyenne.

### Soutiens de la presse
|             | En 1989 | En 1989         | En 1994 | En 1994          |
| ----------- | ------- | --------------- | ------- | ---------------- |
| Le Devoir   |         | Parti libéral   |         | Parti québécois, |
| Le Soleil   |         | Parti libéral   |         | Pas de soutien   |
| La Presse   |         | Parti libéral   |         | Pas de soutien,  |
| The Gazette |         | Soutien partagé |         | Parti libéral,   |

Les élections de 1994 sont marqués par le choix de plusieurs journaux de ne pas donner de soutien explicite. Tant Le Soleil que La Presse font le choix de ne pas donner d'indication claire sur le parti ayant leur soutien, sachant que le dernier titre explicite son rejet du Parti québécois.
Contrairement aux deux élections précédentes, le Parti libéral n'obtient aucun soutien auprès des titres francophones majeurs. Parmi eux, seul Le Devoir émet un préférence (envers le Parti québécois) après avoir soutenu le Parti libéral en 1985 et 1989. L'éditorial de Lise Bissonnette du lendemain émet également le souhait de voir l'Action démocratique représentée à l'Assemblée nationale.

## Sondages

Intentions de vote au Québec depuis les élections générales précédentes.
Parti libéral
Parti québécois
Action démocratique
Parti égalité
NPD Québec

## Résultats
Le Parti québécois de Parizeau et le Parti libéral de Johnson sont presque à égalité quant au pourcentage du vote populaire. Le Parti québécois, avec 44,75 %, devance le Parti libéral (44,40 %) par moins d'un demi-point de pourcentage. Par contre, le nombre de sièges est décisif : les péquistes remportent 77 sièges contre les 47 des libéraux, formant un gouvernement majoritaire et disposant de toute la latitude nécessaire pour déclencher un référendum sur la souveraineté du Québec.
L'Action démocratique du Québec ne fait élire qu'un seul député : son chef, Mario Dumont, élu dans Rivière-du-Loup.
| Parti québécois | Libéral   | Action démocratique |
| 77 sièges       | 47 sièges | 1 siège             |
| ^               |           |                     |
| majorité        |           |                     |

### Résultats par parti politique
| Partis | Partis                 | Chef               | Candidats | Sièges | Sièges | Voix      | Voix   | Voix    |
| Partis | Partis                 | Chef               | Candidats | 1989   | Élus   | Nb        | %      | +/-     |
| --- | ---------------------- | ------------------ | --------- | ------ | ------ | --------- | ------ | ------- |
| | Parti québécois        | Jacques Parizeau   | 125       | 29     | 77     | 1 751 442 | 44,8 % | +4,59 % |
| | Libéral                | Daniel Johnson     | 125       | 92     | 47     | 1 737 698 | 44,4 % | -5,55 % |
| | Action démocratique    | Mario Dumont       | 80        | -      | 1      | 252 721   | 6,5 %  | -       |
| | NPD Québec             | Jocelyne Dupuis    | 41        | -      | -      | 33 269    | 0,9 %  | -0,37 % |
| | Loi naturelle          |                    | 102       | -      | -      | 33 206    | 0,8 %  | -       |
| | Égalité                | Keith Henderson    | 17        | 4      | -      | 11 526    | 0,3 %  | -3,67 % |
| | Souveraineté du Québec |                    | 19        | -      | -      | 5 566     | 0,1 %  | -       |
| | Vert                   | Éric Ferland       | 11        | -      | -      | 5 499     | 0,1 %  | -1,85 % |
| | Parti citron           | Denis R. Patenaude | 10        | -      | -      | 4 087     | 0,1 %  | -0,12 % |
| | Canada !               |                    | 10        | -      | -      | 2 567     | 0,1 %  | -       |
| | République du Canada   |                    | 18        | -      | -      | 2 258     | 0,1 %  | -0,01 % |
| | Développement Québec   |                    | 11        | -      | -      | 1 876     | 0 %    | -       |
| | Parti innovateur       |                    | 11        | -      | -      | 1 861     | 0 %    | -       |
| | Parti économique       |                    | 9         | -      | -      | 1 759     | 0 %    | -       |
| | Marxiste-léniniste     |                    | 13        | -      | -      | 1 171     | 0 %    | -0,09 % |
| | Communiste             | Ginette Gauthier   | 10        | -      | -      | 1 062     | 0 %    | +0,01 % |
| | Indépendant            | Indépendant        | 68        | -      | -      | 66 221    | 1,7 %  | +0,82 % |
| Total | Total                  | Total              | 680       | 125    | 125    | 3 913 789 | 100 %  |         |
| Le taux de participation lors de l'élection était de 81,6 % et 78 239 bulletins ont été rejetés. Il y avait 4 893 465 personnes inscrites sur la liste électorale pour l'élection. |                        |                    |           |        |        |           |        |         |

### Résultats par circonscription
- Abitibi-Est : André Pelletier (Parti québécois)
- Abitibi-Ouest : François Gendron (Parti québécois)
- Acadie : Yvan Bordeleau (Parti libéral)
- Anjou : Pierre Bélanger (Parti québécois)
- Argenteuil : Régent Beaudet (Parti libéral)
- Arthabaska : Jacques Baril (Parti québécois)
- Beauce-Nord : Normand Poulin (Parti libéral)
- Beauce-Sud : Paul-Eugène Quirion (Parti libéral)
- Beauharnois-Huntingdon : André Chenail (Parti libéral)
- Bellechasse : Claude Lachance (Parti québécois)
- Berthier : Gilles Baril (Parti québécois)
- Bertrand : Robert Thérien (Parti libéral)
- Blainville : Céline Signori (Parti québécois)
- Bonaventure : Marcel Landry (Parti québécois)
- Borduas : Jean-Pierre Charbonneau (Parti québécois)
- Bourassa  : Yvon Charbonneau (Parti libéral)
- Bourget : Camille Laurin (Parti québécois)
- Brôme-Missisquoi : Pierre Paradis (Parti libéral)
- Chambly : Louise Beaudoin (Parti québécois)
- Champlain : Yves Beaumier (Parti québécois)
- Chapleau : Claire Vaive (Parti libéral)
- Charlesbourg : Jean Rochon (Parti québécois)
- Charlevoix : Rosaire Bertrand (Parti québécois)
- Châteauguay : Jean-Marc Fournier (Parti libéral)
- Chauveau : Raymond Brouillet (Parti québécois)
- Chicoutimi : Jeanne Blackburn (Parti québécois)
- Chomedey : Thomas Mulcair (Parti libéral)
- Chutes-de-la-Chaudière : Denise Carrier-Perreault (Parti québécois)
- Crémazie : Jean Campeau (Parti québécois)
- D'Arcy-McGee : Lawrence Bergman (Parti libéral)
- Deux-Montagnes : Hélène Robert (Parti québécois)
- Drummond : Normand Jutras (Parti québécois)
- Dubuc : Gérard-Raymond Morin (Parti québécois)
- Duplessis : Denis Perron (Parti québécois)
- Fabre : Joseph Facal (Parti québécois)
- Frontenac : Roger Lefebvre (Parti libéral)
- Gaspé : Guy Lelièvre (Parti québécois)
- Gatineau : Réjean Lafrenière (Parti libéral)
- Gouin : André Boisclair (Parti québécois)
- Groulx : Robert Kieffer (Parti québécois)
- Hochelaga-Maisonneuve : Louise Harel (Parti québécois)
- Hull : Robert Lesage (Parti libéral)
- Iberville : Richard Le Hir (Parti québécois)
- Îles-de-la-Madeleine : Georges Farrah (Parti libéral)
- Jacques-Cartier : Geoffrey Kelley (Parti libéral)
- Jean-Talon : Margaret F. Delisle (Parti libéral)
- Jeanne-Mance : Michel Bissonnet (Parti libéral)
- Johnson : Claude Boucher (Parti québécois)
- Joliette : Guy Chevrette (Parti québécois)
- Jonquière : Francis Dufour (Parti québécois)
- Kamouraska-Témiscouata : France Dionne (Parti libéral)
- Labelle : Jacques Léonard (Parti québécois)
- Lac-Saint-Jean : Jacques Brassard (Parti québécois)
- LaFontaine : Jean-Claude Gobé (Parti libéral)
- La Peltrie : Michel Côté (Parti québécois)
- La Pinière : Fatima Houda-Pepin (Parti libéral)
- Laporte : André Bourbeau (Parti libéral)
- La Prairie : Denis Lazure (Parti québécois)
- L'Assomption : Jacques Parizeau (Parti québécois)
- Laurier-Dorion : Christos Sirros (Parti libéral)
- Laval-des-Rapides : Serge Ménard (Parti québécois)
- Laviolette : Jean-Pierre Jolivet (Parti québécois)
- Lévis : Jean Garon (Parti québécois)
- Limoilou : Michel Rivard (Parti québécois)
- Lotbinière : Jean-Guy Paré (Parti québécois)
- Louis-Hébert : Paul Bégin (Parti québécois)
- Marguerite-Bourgeoys : Liza Frulla (Parti libéral)
- Marguerite-d'Youville : François Beaulne (Parti québécois)
- Marie-Victorin : Cécile Vermette (Parti québécois)
- Marquette : François Ouimet (Parti libéral)
- Maskinongé : Rémy Désilets (Parti québécois)
- Masson : Yves Blais (Parti québécois)
- Matane : Matthias Rioux (Parti québécois)
- Matapédia : Danielle Doyer (Parti québécois)
- Mégantic-Compton : Madeleine Bélanger (Parti libéral)
- Mercier : Robert Perreault (Parti québécois)
- Mille-Îles : Lyse Leduc (Parti québécois)
- Montmagny-L'Islet : Réal Gauvin (Parti libéral)
- Montmorency : Jean Filion (Parti québécois)
- Mont-Royal : John Ciaccia (Parti libéral)
- Nelligan : Russell Williams (Parti libéral)
- Nicolet-Yamaska : Michel Morin (Parti québécois)
- Notre-Dame-de-Grâce : Russell Copeman (Parti libéral)
- Orford : Robert Benoît (Parti libéral)
- Outremont : Gérald Tremblay (Parti libéral)
- Papineau : Norman MacMillan (Parti libéral)
- Pointe-aux-Trembles : Michel Bourdon (Parti québécois)
- Pontiac : Robert Middlemiss (Parti libéral)
- Portneuf : Roger Bertrand (Parti québécois)
- Prévost : Daniel Paillé (Parti québécois)
- Richelieu : Sylvain Simard (Parti québécois)
- Richmond : Yvon Vallières (Parti libéral)
- Rimouski : Solange Charest (Parti québécois)
- Rivière-du-Loup : Mario Dumont (Action démocratique du Québec)
- Robert-Baldwyn : Pierre Marsan (Parti libéral)
- Roberval : Benoît Laprise (Parti québécois)
- Rosemont : Rita Dionne-Marsolais (Parti québécois)
- Rousseau : Lévis Brien (Parti québécois)
- Rouyn-Noranda—Témiscamingue : Rémy Trudel (Parti québécois)
- Saguenay : Gabriel-Yvan Gagnon (Parti québécois)
- Sainte-Marie-Saint-Jacques : André Boulerice (Parti québécois)
- Saint-François : Monique Gagnon-Tremblay (Parti libéral)
- Saint-Henri—Sainte-Anne : Nicole Loiselle (Parti libéral)
- Saint-Hyacinthe : Léandre Dion (Parti québécois)
- Saint-Jean : Roger Paquin (Parti québécois)
- Saint-Laurent : Normand Cherry (Parti libéral)
- Saint-Maurice : Claude Pinard (Parti québécois)
- Salaberry-Soulanges : Serge Deslières (Parti québécois)
- Sauvé : Marcel Parent (Parti libéral)
- Shefford : Bernard Brodeur (Parti libéral)
- Sherbrooke : Marie Malavoy (Parti québécois)
- Taillon : Pauline Marois (Parti québécois)
- Taschereau : André Gaulin (Parti québécois)
- Terrebonne : Jocelyne Caron (Parti québécois)
- Trois-Rivières : Guy Julien (Parti québécois)
- Ungava : Michel Létourneau (Parti québécois)
- Vachon : David Payne (Parti québécois)
- Vanier : Diane Barbeau (Parti québécois)
- Vaudreuil : Daniel Johnson (Parti libéral)
- Verchères : Bernard Landry (Parti québécois)
- Verdun : Henri-François Gautrin (Parti libéral)
- Viau : William Cusano (Parti libéral)
- Viger : Cosmo Maciocia (Parti libéral)
- Vimont : David Cliche (Parti québécois)
- Westmount—Saint-Louis : Jacques Chagnon (Parti libéral)